# Semiothisa vitriferaria
Semiothisa vitriferaria là một loài bướm đêm trong họ Geometridae.